# American factoring
American factoring is een flexibele vorm van debiteurenfinanciering. Het werkt namelijk per facturatie. Dit is direct het grootste verschil met traditionele factoring. De ondernemer bepaalt zelf welke facturatie (inclusief debiteurenrisico) hij overdraagt aan een gespecialiseerd bedrijf, de factoringmaatschappij. In ruil voor een vergoeding aan dit bedrijf ontvangt de ondernemer direct zijn geld en hoeft niet te wachten op de betaling van zijn klant of opdrachtgever.
Uit onderzoek van stichting MKB financiering blijkt dat American factoring sinds 2015 een van de snelst groeiende alternatieve financieringsvormen is binnen het Nederlandse MKB-segment. Met American factoring kunnen facturen per stuk worden verkocht. Daardoor wordt American factoring als zeer flexibel ervaren.

## Kosten
Aan American factoring zitten kosten verbonden. In ruil voor die kosten krijgt de ondernemer tussen 24 - 48 uur betaald, in een aantal gevallen wordt ook het debiteurenrisico en debiteurenbeheer gedekt. De fee die in rekening wordt gebracht verschilt per factoringmaatschappij. Het bedrag dat wordt voorgefinancierd verschilt ook per factoringmaatschappij.
Als het debiteurenrisico wordt gedekt, doet de factoringmaatschappij een bevoorschotting van 100%, minus de factorfee. Als het debiteurenrisico niet (volledig) wordt gedekt, doet de factoringmaatschappij een bevoorschotting tussen de 80-90% minus de factorfee. Het resterende bedrag ontvangt de ondernemer zodra de debiteur heeft betaald. De factoringmaatschappij kan echter achteraf extra kosten in rekening brengen als de debiteur te laat of niet betaald. Dit komt bovenop de factorfee. In deze gevallen is de ondernemer vaak duurder uit.
Wanneer een debiteur een te groot financieel risico vormt, mag een factoringbedrijf een factuur weigeren.